# Из-за тебя
«Из-за тебя» (канн. ನಿನ್ನಿಂದಲೇ, Ninnindale) — индийский художественный фильм на языке каннада в жанре романтической комедии, премьера которого в Индии состоялась 16 января 2014 года.

## Сюжет
Действие фильма происходит в Нью-Йорке. Вики Вентакеш — шустрый и озорной авантюрист-экстремал, который живёт со своей богатой семьей. Он развлекается со своими друзьями. Прамила — новичок в Нью-Йорке. Она унижена, когда собеседник из Индии. Она подбадривает Вики и его друзей. Она также становится их членом команды, и каждый из них мотивирует других. Вики и Прамила идут в поход и совершают затяжные прыжки с парашютом. Когда их приключение закончилось, Вики поцеловал Прамилу, и фотографии были опубликованы в местных журналах. Прамила почувствовала странную связь с ним.
Однако ночью, к ним ворвались преступники, она признается в своей любви к Вики, но он отказывается от своего предложения и обещает найти ей подходящего жениха.
Позже начинается поездка на американских горках, но незнакомец хотел сделать предложение руки и сердца, но отказывается. Один из них смущает её смотря по фотографии в журналах. Прамила уверена, что Вики в конце концов примет её. Но он показывает, что её коллега Акаш на этот раз нарушает все её надежды. Она чувствует себя опустошенной и начинает игнорировать его.
Потом Вики почувствовал себя одиноким, оставленную Прамилой. Его подруга говорит ему, что она понимает любовь к ней и хочет, чтобы он принял её предложение. Вики видит Прамилу, но она попадает под машину, когда она пересекает дорогу. В больнице оба признаются в своей любви.
После их свадьбы Вики обещал, что он больше никогда не поцелует её, так как его первый поцелуй приводит к свадьбе. Вики начинает работать в своем семейном бизнесе.

## В ролях
- Пунит Раджкумар — Вики Вентакеш
- Эрика Фернандез — Прамила
- Авинаш – отец Вики
- Садху Кокила — Лаки
- Тхилак Шекар - коп New York Police Department (NYPD).
- Соник Дипти – подруга Вики
- Брамханадам — Сачин

## Производство
Режиссёр телугуязычных фильмов Джаянт Паранджи, который вырос в Бангалоре, выразил свое намерение сделать фильм на каннада по сценарию, который он долгое время держал в голове. Сценарий фильма представляет собой романтическую комедию нового поколения. В качестве съёмочной площадки он выбрал США, обеспечив Пуниту Раджкумару первый длительный период съёмок за границей. Съёмки состоялись 13 августа 2013 года.
На главную женскую роль претендовала Крити Кхарбанда, но была выбрана Эрика Фернандес, финалистка конкурса «Мисс Индия», которую из-за незнания языка озвучивала актриса местных сериалов Нандини Виттал.

## Саундтрек
Саундтрек был презентован 31 декабря 2013 года, в присутствии брата Пунита Шивы. Первоначально на этом мероприятии должен был присутствовать телугуязычный актёр Махеш Бабу, но по неизвестным причинам он отказался. Саундтрек стал каннадаязычным дебютом для хиндиязычного исполнителя Ариджита Сингха.
| №  | Название         | Исполнители                        | Длительность |
| -- | ---------------- | ---------------------------------- | ------------ |
| 1. | «Bolo Bham Bham» | Картик, Шравана Бхаргави           | 5:06         |
| 2. | «Don't Care»     | Вишал Дадлани                      | 4:40         |
| 3. | «Haaru Haaru»    | Sweekar, Chaitra H. G.             | 4:10         |
| 4. | «Mouna Thalithe» | Ариджит Сингх                      | 5:10         |
| 5. | «Ninthe Ninthe»  | Vijay Prakash, Chinmayi, Sudhamayi | 4:55         |
| 6. | «Neenu Iruvaga»  | Karthik, Anuradha Bhat             | 4:44         |